# The National (Papua-Nowa Gwinea)
The National – dziennik w Papui-Nowej Gwinei, wydawany od 1993 roku. Ukazuje się w języku angielskim. Należy do malezyjskiej grupy Rimbunan Hijau.
Dzienny nakład pisma wynosi blisko 40 tys. egzemplarzy (stan na 2010 rok).